# آرمسترانگ سیدلی پایتون
آرمسترانگ سیدلی پایتون (به انگلیسی: Armstrong Siddeley Python) یک موتور هواگرد ساختِ کارخانهٔ آرمسترانگ سیدلی در کشور بریتانیا است.